# Wadzim Dziewiatouski
Wadzim Anatoljewicz Dziewiatouski (biał. Вадзім Анатольевіч Дзевятоўскі; ur. 20 marca 1977 w Nowopołocku) – białoruski lekkoatleta, młociarz, wicemistrz olimpijski z Pekinu, mistrz świata (2005). Deputowany do Izby Reprezentantów Zgromadzenia Narodowego Republiki Białorusi V (2012-2016) i VI (2016–2020) kadencji.
Zajął 2. miejsce w konkursie rzutu młotem na Igrzyskach w Pekinie (2008) początkowo srebrny medal został mu odebrany z powodu wykrycia u niego niedozwolonych środków dopingowych. W 2010 Sportowy Sąd Arbitrażowy z siedzibą w Lozannie uznał testy antydopingowe za nieważne, ponieważ laboratorium w Pekinie nie spełniało międzynarodowych standardów.
Od września 2014 jest prezesem białoruskiej federacji lekkoatletycznej.

## Sukcesy
| Rok  | Zawody                      | Miasto   | Wynik   | Miejsce |
| ---- | --------------------------- | -------- | ------- | ------- |
| 1996 | Mistrzostwa świata juniorów | Sydney   | 70,88 m | 2.      |
| 2003 | Mistrzostwa świata          | Paryż    | 78,13 m | 7.      |
| 2004 | Igrzyska olimpijskie        | Ateny    | 78,82 m | DQ      |
| 2005 | Uniwersjada                 | Izmir    | 79,13 m | 1.      |
| 2005 | Mistrzostwa świata          | Helsinki | 82,60 m | 1.      |
| 2006 | Mistrzostwa Europy          | Göteborg | 80,76 m | DQ      |
| 2007 | Mistrzostwa świata          | Osaka    | 81,57 m | 4.      |
| 2008 | Igrzyska olimpijskie        | Pekin    | 81,61 m | 2.      |